# Emmertal (LP)
Koordinaten: 51° 56′ 1″ N, 9° 12′ 9″ O

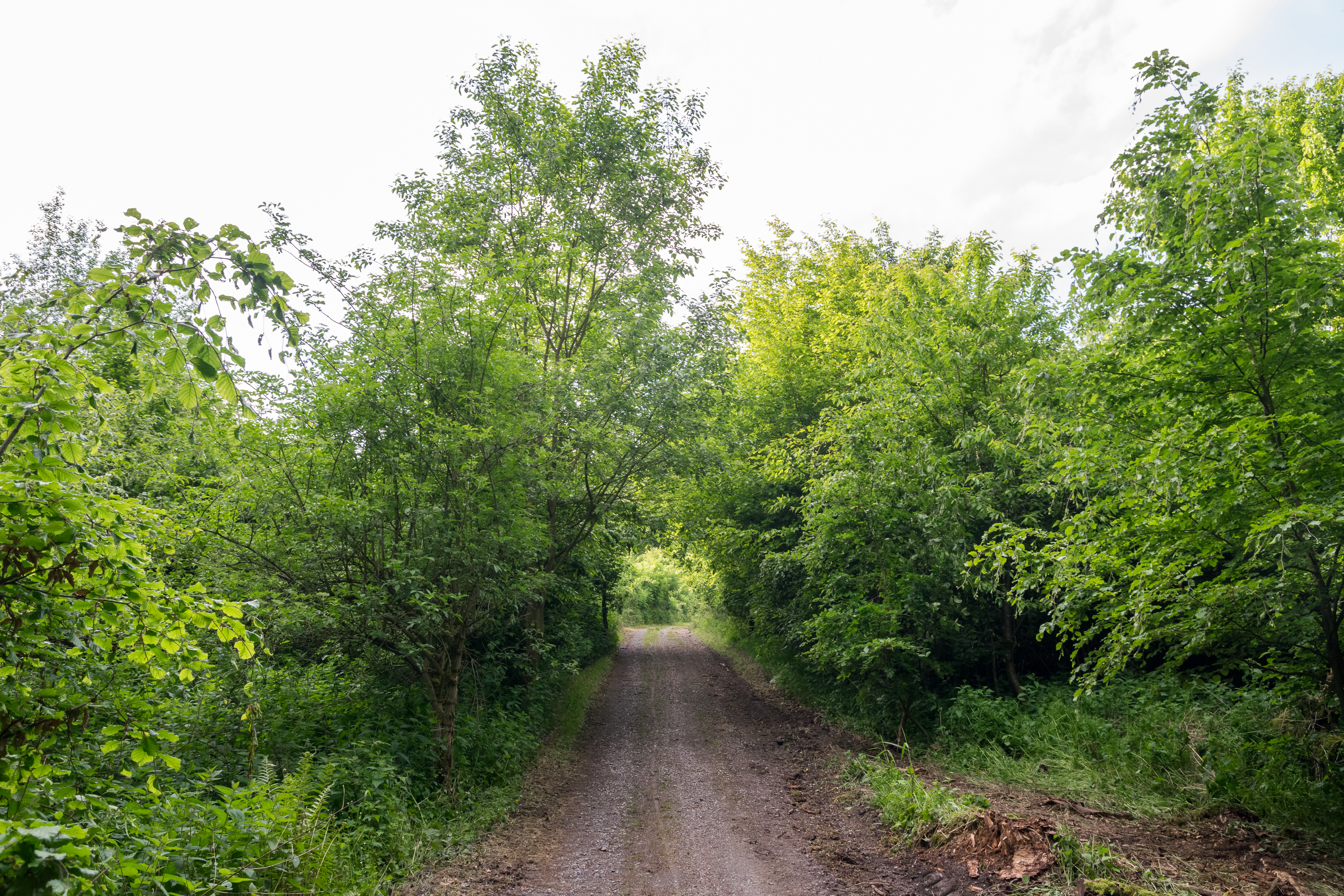
Naturschutzgebiet Emmertal (LP) (Mai 2015)

Das Naturschutzgebiet (NSG) Emmertal (LP) liegt auf dem Gebiet der Städte Lügde und Schieder-Schwalenberg im Kreis Lippe in Nordrhein-Westfalen.

## Lage
Das Gebiet erstreckt sich nordöstlich von Schieder und südwestlich der Kernstadt von Lügde entlang der Emmer, eines linksseitigen Nebenflusses der Weser. Am südlichen Rand des Gebietes verläuft die Landesstraße 614 und am westlichen Rand die Kreisstraße 62. Westlich erstreckt sich der etwa 3,1 Kilometer lange und bis zu 350 Meter breite Schieder See, nordwestlich das etwa 1168 Hektar große NSG Wälder bei Blomberg, östlich das etwa 475 Hektar große NSG Emmertal und südwestlich das etwa 2928 Hektar große NSG Schwalenberger Wald.

## Bedeutung
Das etwa 79,8 Hektar große Gebiet mit der Schlüssel-Nummer LIP-030 steht seit dem Jahr 1992 unter Naturschutz.